# Heuchlingen (powiat Ostalb)
Heuchlingen – miejscowość i gmina w Niemczech, w kraju związkowym Badenia-Wirtembergia, w rejencji Stuttgart, w regionie Ostwürttemberg, w powiecie Ostalb, wchodzi w skład związku gmin Rosenstein. Leży nad rzeką Lein, ok. 12 km na zachód od Aalen.